# Alice McNamara
Alice McNamara (ur. 22 lutego 1986 w Melbourne) – australijska wioślarka.

## Osiągnięcia
- Mistrzostwa Świata – Monachium 2007 – czwórka podwójna wagi lekkiej – 1. miejsce[1].
- Mistrzostwa Świata – Poznań 2009 – dwójka podwójna wagi lekkiej – 5. miejsce[1].